# Боршів
Бо́ршів (до 2021 року — Борщів) — село в Україні, у Перемишлянській міській об'єднаній територіальній громаді Львівському районі Львівської області. Сусідні населені пункти — Перемишляни, Ладанці, Виписки, Липівці.

## Коротка історія

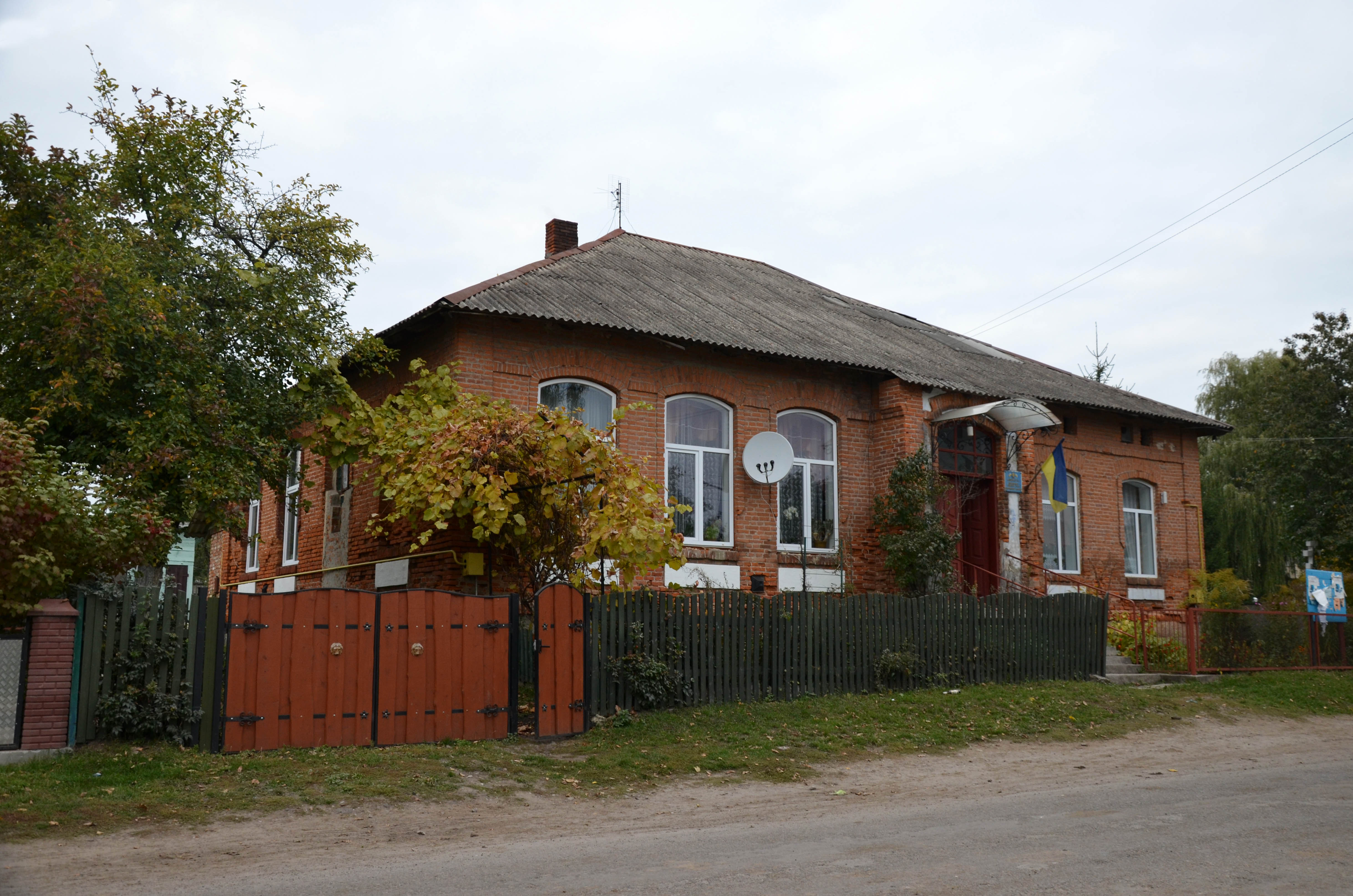
Будинок Борщівської сільської ради (давніше — сільська школа та читальня)

Перша письмова згадка про село відноситься до 1441 р. і пов'язана зі шляхтичем Олександром з Борщева.
У 1515 р. власниками села були брати Лагодовські. Єжи Жечицький (пом. 15 серпня 1649) був власником села чи його частини.
З 1552 року селом володіли: Любенецький, Ванько Лагодовський, Мізула, Андрій Заплатинський.
У 1649 р. Борщевом та сусіднім хутором Залип'я володіли два землевласники — Мартиян Граб'янка та Ян Лаґевніцький. У 1656 р. Ян Лаґевніцький разом з дружиною Софією Яцковською продали частину Борщева та хутір Залип'я Кшиштофові та Ельжбеті з П'ясецьких Борковським. Останні у 1660 р. більшу частину Борщева разом із Перемишлянами та Коросном продали за 10.000 злотих родині Коссаковських.
У 1720 р. власником села був краківський каштелян Адам Миколай Сенявський. На початку 1730-х рр. Борщів разом з іншими «добрами» Сенявських перейшов у власність руського воєводи Августа Олександра Чорторийського — чоловіка Марії Зофії Сенявської, дочки Адама Миколая. Наприкінці XVIII ст. власником села була Ізабела Любомирська, дочка князя Августа Ал. Чарторийського, дружина великого маршалка коронного Станіслава Любомирського.
Згідно з даними Йосифинської метрики, проведеної у 1787 році, у селі налічувалося близько 140–150 будинків. У селі також знаходилася панська корчма та два панські ставки (верхній і нижній) із млинами.
Серед релігійних об’єктів згадується церква, яка стояла на місці сучасної церкви святого Іллі, а також цвинтар, розташований поруч із церквою. Загальна площа церкви та цвинтаря становила 230 квадратних сажнів.
Війтом села на той час був Сенько Федьків.
У 1816 р. Борщів перейшов у власність Потоцьких через внука Станіслава і Ізабели з Чарториських Любомирських — Альфреда Войцєха Потоцького, першого ордината у Ланьцуті (1830), сина Яна Потоцького, письменника, автора відомого твору «Рукопис знайдений в Сарагосі» та Юлії з Любомирських Потоцьких. Таким чином Борщів став частиною ланьцутських дібр Потоцьких. Після смерті Альфреда Войцєха Потоцького новим власником села у 1862 р. став його син Альфред Юзеф Потоцький, намісник Галичини (1875—1877). У 1889 р. новим власником Борщева став його син Роман Потоцький. Врешті у 1915 р. останнім власником села став Альфред Антоній Потоцький, який володів Борщевом аж до 1939 р.
1880 р. у селі проживали 1192 мешканці. 1935 р. чисельність населення зросла до 2500 осіб.
Згідно з легендарною традицією найдавніша сільська церква, святого архистратига Михаїла, була розташована на Лисій горі. Однак, жодних джерельних свідчень про цю церкву не має. Згідно з даними, які походять з початку XVIII ст., сільська церква вже мав посвяту св. пророка Іллі. Вона збереглася до наших днів. ТНинішня сільська церква зведена у 1839 році. У церкві є іконостас авторства Юліана Панькевича, який був встановлений у 1896 року на честь 300-ліття Берестейської унії.

#### Боротьба проти комунізму
1944 року в селі виникає середок націоналістичної організації «Юнак» . Діяльність організації полягала у вишколі молоді в патріотичному дусі для подальшого залучення до ОУН і УПА. Проводилась виховна робота серед молоді в національному дусі, шукали нових учасників визвольного руху, забезпечуючи матеріальні потреби УПА (їжа, одяг, зброя), вивчали та поширюючи оунівську літературу, як це підтверджує архівний документ під назвою «Довідка про методи роботи українських націоналістичних організацій серед молоді на території Львівської області».
У селі народився Марків Михайло Антонович («Баран») , 1924 р.н. — член боївки СБ командира «Синього». Боївка діяла на території Перемишлянського району.
3 березня 2021 року Верховна Рада України прийняла постанову про перейменування села на Боршів.

## Символіка
Затверджена 17 липня 2015 р. рішенням сесії сільської ради. Автор — А. Б. Гречило.

### Герб
У золотому полі зелений тригорб, у нього увіткнутий червоний меч, який обабіч підтримують червоні крилаті коні. Щит обрамований декоративним картушем і увінчаний золотою сільською короною.
За різними переказами, найдавніша сільська церква була споруджена на Лисій горі та мала посвяту Архистратигові Михайлові. Саме з цим пов'язана символіка герба та прапора села. Меч (символ Архистратига Михаїла) на тригорбі вказує на першу церкву. Двоє червоних крилатих коней з вогненної колісниці Cв. Іллі уособлюють теперішню церкву. Зелений тригорб вказує на Лису гору.

### Прапор

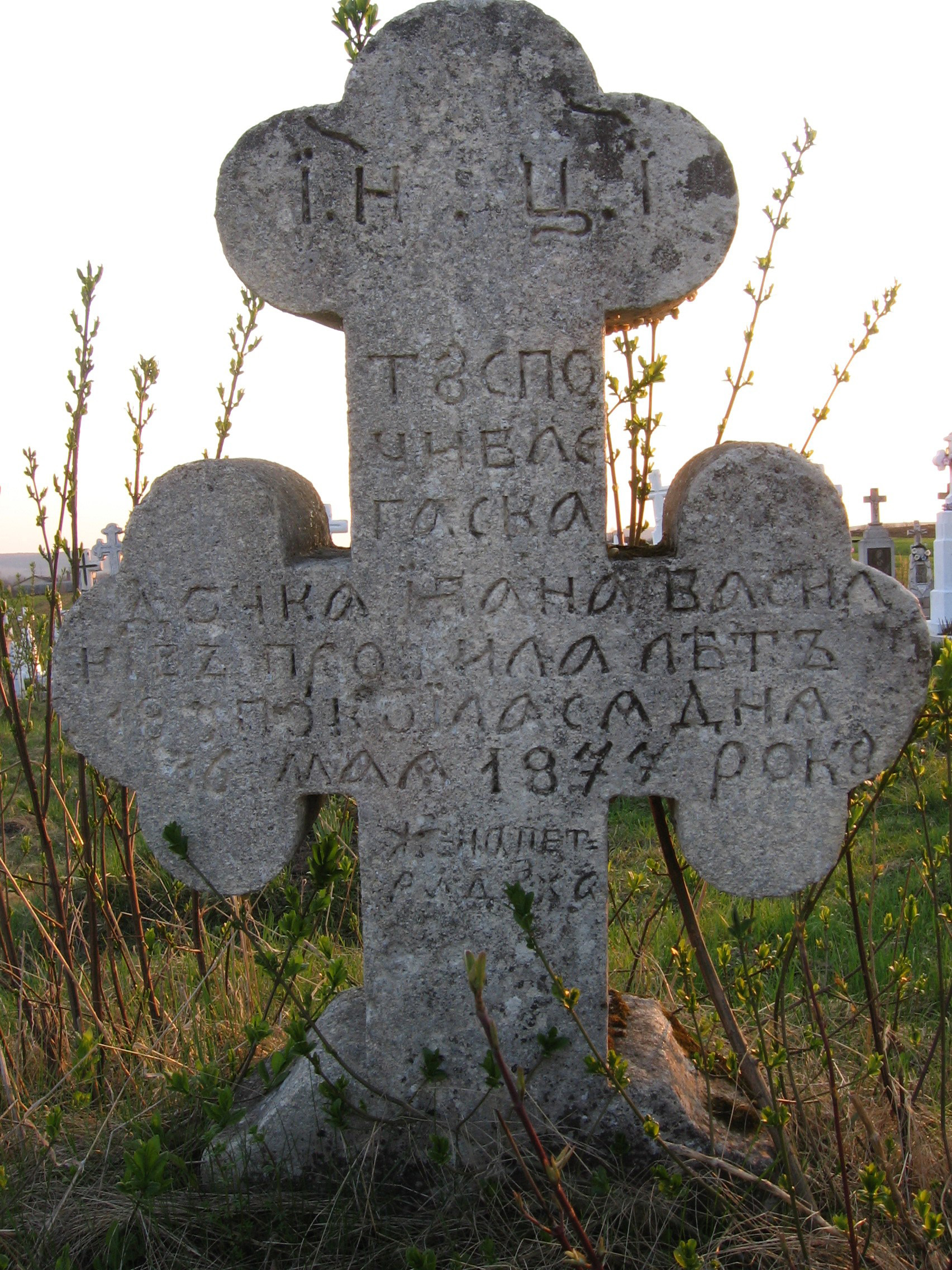
Могила Пелагії Васильків на борщівському цвинтарі. 1877 р.

Квадратне жовте полотнище, від нижніх кутів якого до центру відходить зелений клин; посередині — спрямований вістрям додолу меч, червоний на жовтому полі й жовтий на зеленому.

## Пам'ятки
- Церква св. пророка Іллі

### Парохи і адміністратори парохії св. пророка Іллі с. Борщів (поч. XVIII— сер. XXст.)

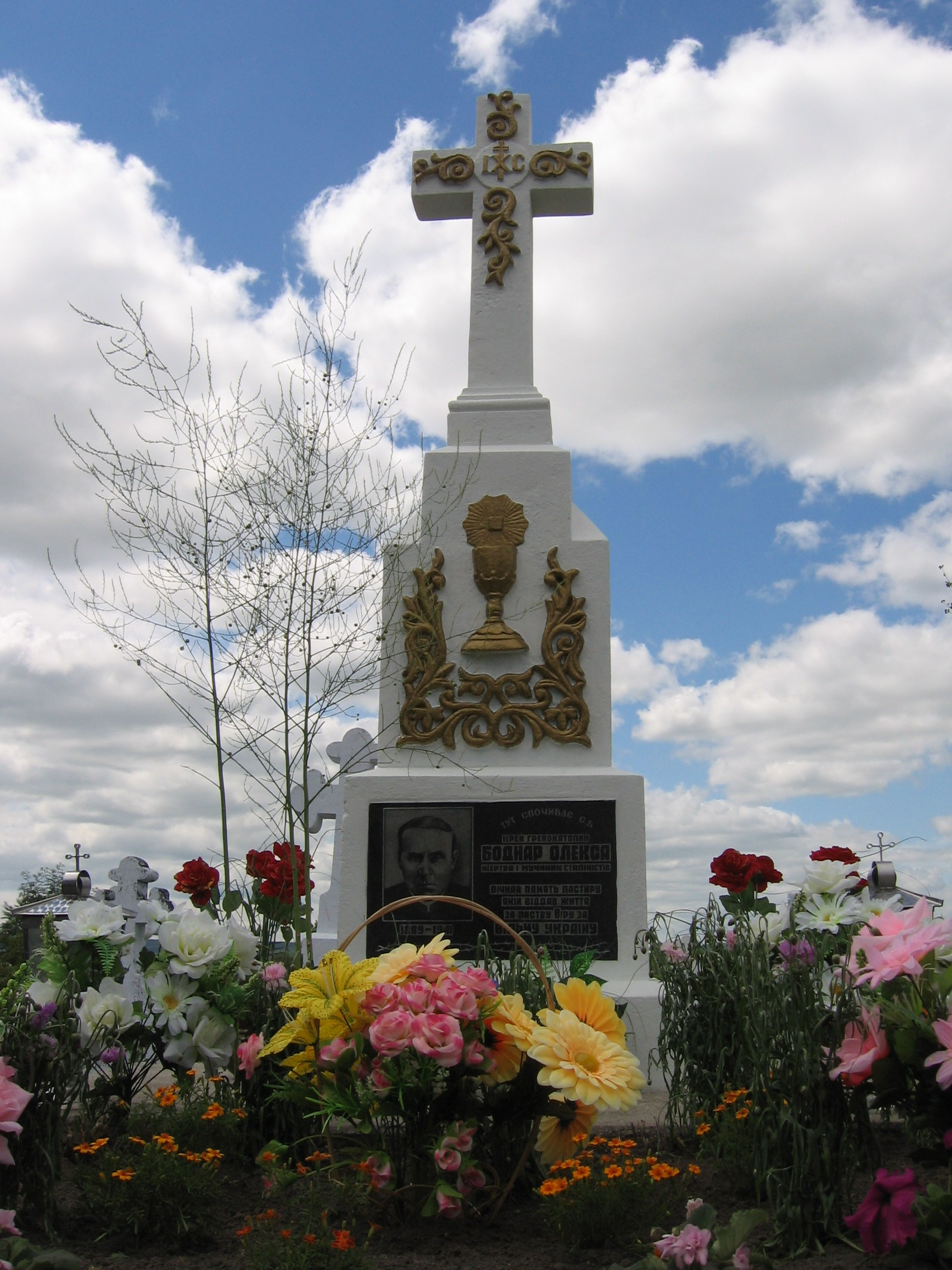
Могила отця Олексія Боднара (1889—1941), пароха с. Борщів

- Михалевич Михайло (1720–1752) — парох,
- Михалевич Александр (1752–1787) — парох,
- Михалевич Яків (1787—†1836) — парох, народився у 1761 році, ієрейські свячення отримав у 1787 році. Був останнім священиком із родини Михалевичів, які урядували в Борщеві протягом 18 століття. Помер 22 листопада 1836 року.
- Нижанковський Іван (1836–1838) — адміністратор,
- Біляшевський Михайло (1838—†1860) — парох,
- Глібовицький Михайло (1860–1862) — адміністратор,
- Телішевський Ігнатій (1862–1879) — парох,
- Роздольський Іван (1879–1881) — адміністратор,
- Мазановський Іван (1881–1888) — парох,
- Медвецький Созонт (1888–1889) — адміністратор,
- Краснопера Яків (1889–1897) — парох,
- Кармалита Григорій (1897–1909) — парох,
- Підлісецький Емануїл (1909) — адміністратор,
- Гвоздецький Олександр (1879 р.н.- 1937р), (1909–1920) — парох,
- Ковч Омелян (1920–1921) — адміністратор,
- Боднар Олексій (1921—†1941) — парох, замучений більшовиками у червні 1941 р. в Перемишлянах,
- Заяць Андрій (1941–1944) — адміністратор.

Власники Борщева

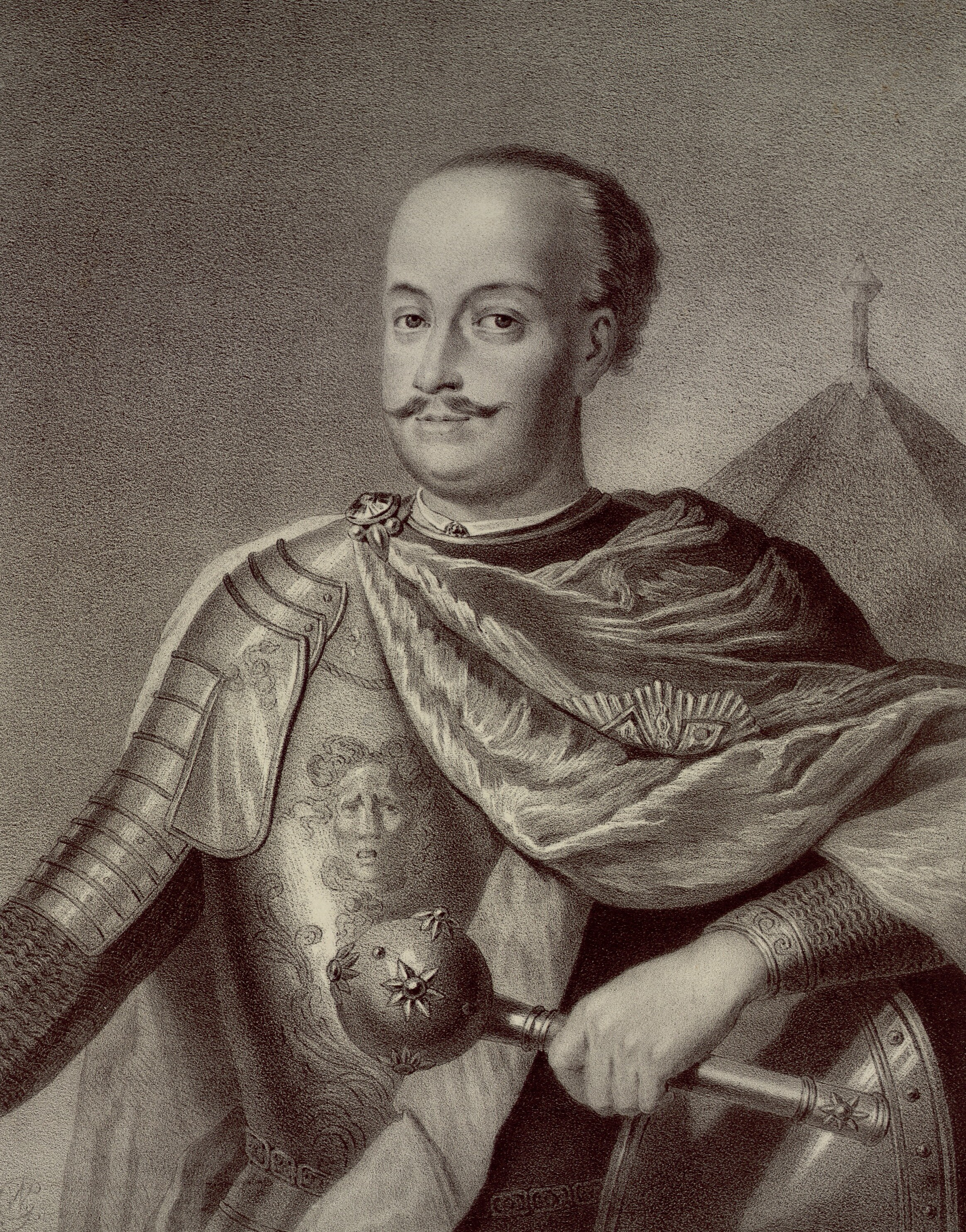
Адам Микола Сенявський
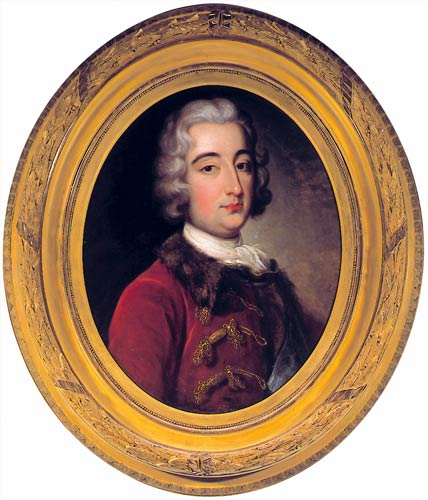
Александр Август Чарторийський
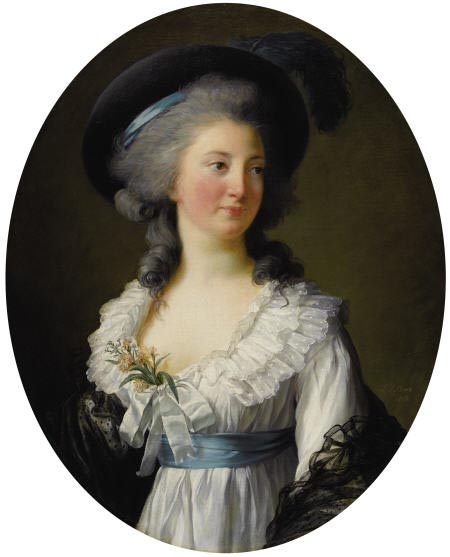
Ізабела Любомирська
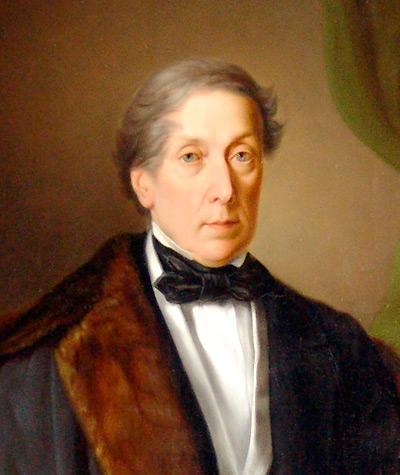
Альфред Войцєх Потоцький
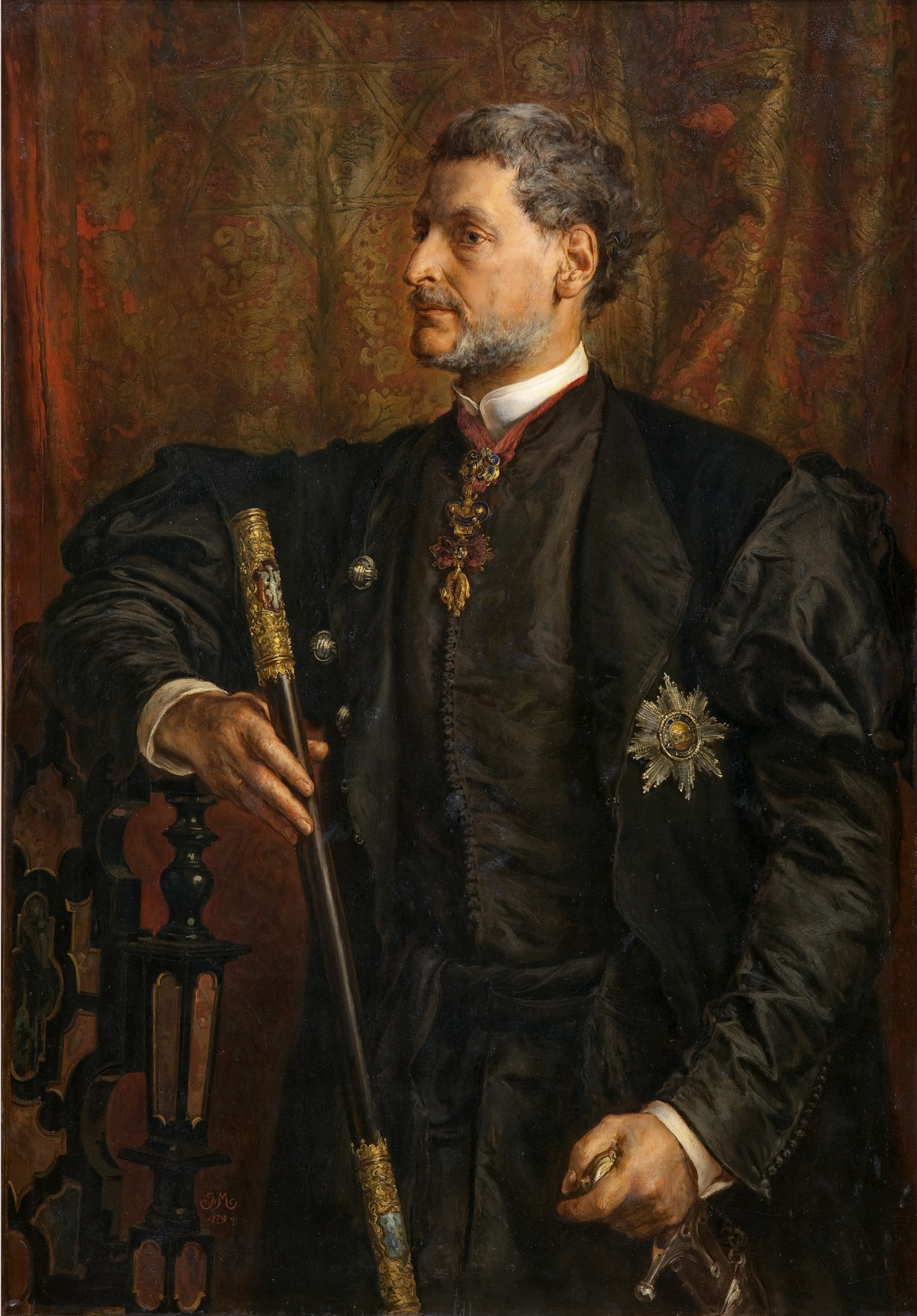
Альфред Юзеф Потоцький
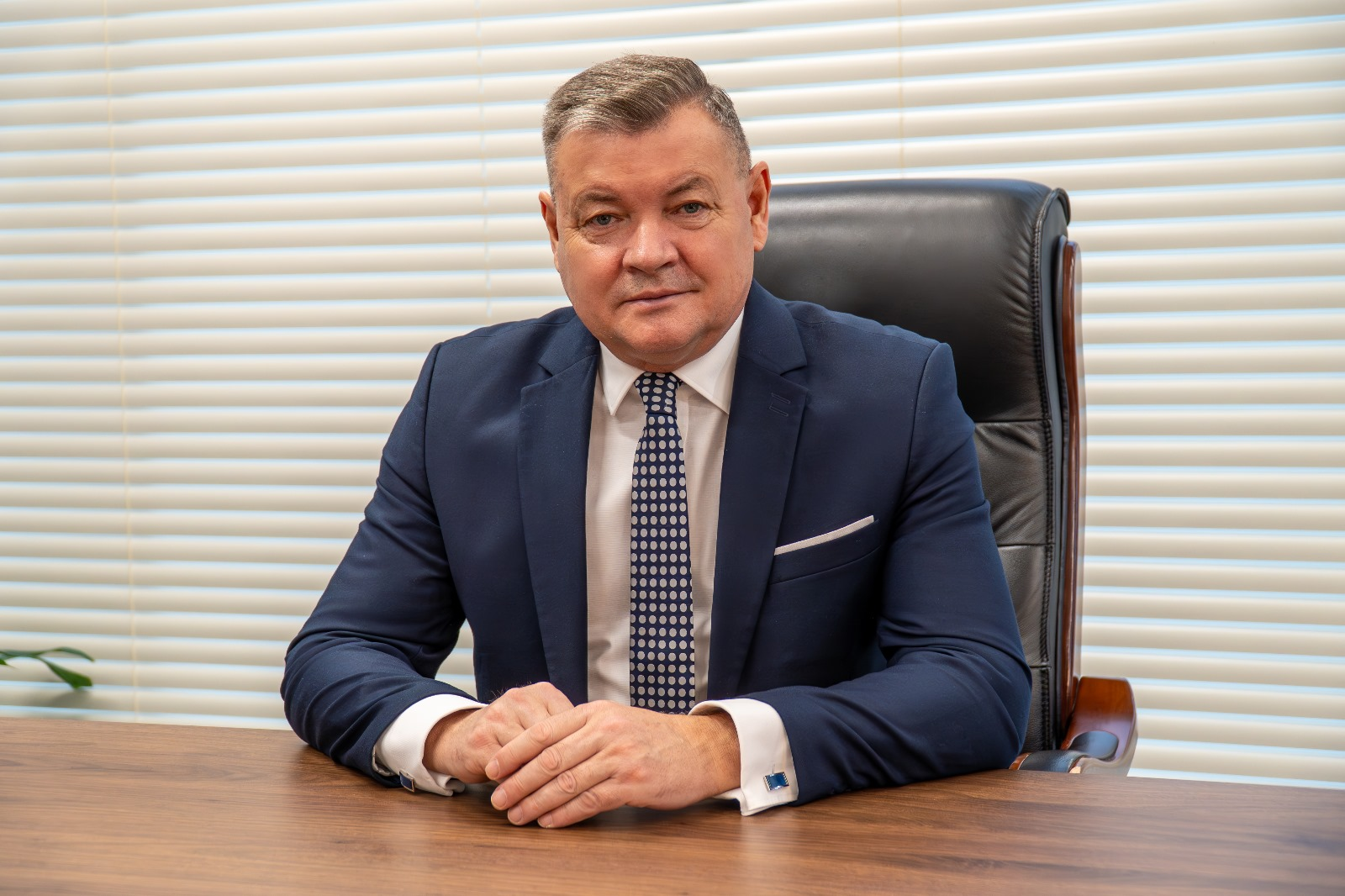
Роман Потоцький